# Maria Anna von Bayern (1734–1776)

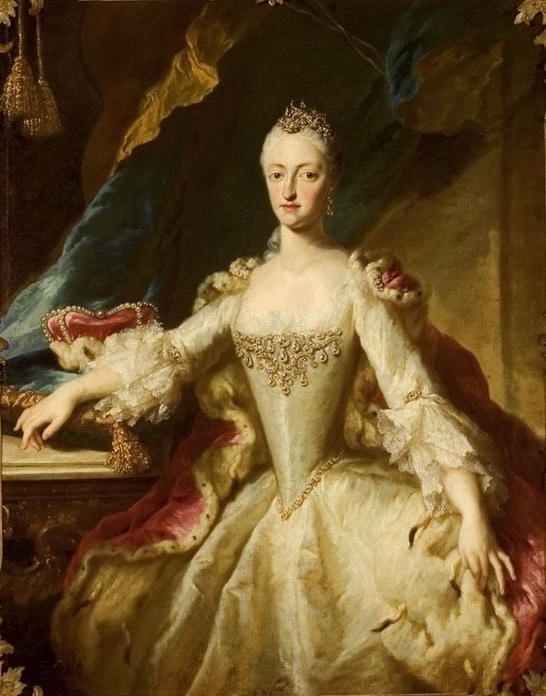
Maria Anna von Bayern, Markgräfin von Baden

Maria Anna Josepha Augusta von Bayern (* 7. August 1734 im Schloss Nymphenburg; † 7. Mai 1776 in München) war eine bayerische Prinzessin  durch Heirat Markgräfin von Baden.

## Leben
Maria Anna war eine Tochter des Kurfürsten und späteren Kaisers Karl VII. Albrecht von Bayern (1697–1745) aus dessen Ehe mit Maria Amalie (1701–1756), Tochter des Kaisers Joseph I.
Am 20. Juli 1755 heiratete Prinzessin Maria Anna in Ettlingen den Markgrafen Ludwig Georg Simpert von Baden-Baden (1702–1761). Maria Annas Mutter bedrängte ihre Tochter den seit 300 Jahren üblichen Erbverzicht bei dieser Gelegenheit nicht zu erklären, um eine weibliche Erbfolge in Bayern zu begründen. Maria Anna beugte sich aber schließlich ihrem Bruder, der verhindern wollte, dass Baden politische Vorteile aus der Verbindung zöge, und sprach den Erbverzicht doch aus. Ludwig Georg musste seinem neuen Schwager eine probayerische Politik im Schwäbischen Kreis zusichern und den Handel Kurbayerns mit Südwestdeutschland fördern. Aus Anlass der Eheschließung wurde in Baden eine Gedenkmünze geprägt die im Avers ein Brustbild der Markgräfin und auf der Rückseite ein bayerisch-badisches Allianzwappen darstellt.
Die Ehe blieb kinderlos und das wesentliche politische Ziel der Parteien, das Fortbestehen der katholischen Linie Baden-Baden konnte nicht erreicht werden. Das Land fiel an die protestantische Linie Baden-Durlach. Nach dem Tod ihres Mannes nach sechs Ehejahren, kehrte Maria Anna wieder nach München zurück und lebte bis zu ihrem Tod am Hof ihres Bruders Maximilian III. Gemeinsam mit ihrer Schwester Maria Antonia und ihrer Schwägerin Maria Anna übersetzte sie 1773 Merciers Drama L'Indigent unter dem Namen Der Nothleidende ins Deutsche.
Maria Anna starb 41-jährig und wurde in der Münchner Theatinerkirche bestattet. Ihr Herz wurde getrennt bestattet und befindet sich in der Gnadenkapelle von Altötting.

## Ahnentafel
| Ahnentafel von Maria Anna von Bayern | Ahnentafel von Maria Anna von Bayern                                                                   | Ahnentafel von Maria Anna von Bayern                                                                  | Ahnentafel von Maria Anna von Bayern                                                                             | Ahnentafel von Maria Anna von Bayern                                                                             | Ahnentafel von Maria Anna von Bayern                                                        | Ahnentafel von Maria Anna von Bayern                                                                        | Ahnentafel von Maria Anna von Bayern                                                                              | Ahnentafel von Maria Anna von Bayern                                                                              |
| ------------------------------------ | --- | --- | --- | --- | ------------------------------------------------------------------------------------------- | --- | --- | --- |
| Ururgroßeltern                       | Kurfürst Maximilian I. von Bayern (1573–1651) ⚭ 1635 Erzherzogin Maria Anna von Österreich (1610–1665) | Herzog Viktor Amadeus I. von Savoyen (1587–1637) ⚭ 1619 Christina von Frankreich (1606–1663)          | Jakub Sobieski (1590–1646) ⚭ 1627 Zofia Teofillia Daniłowicz (1607–1661)                                         | Henri de la Grange d’Arquien (1613–1707) ⚭ Françoise de la Châtre                                                | Kaiser Ferdinand III. (1608–1657) ⚭ 1631 Maria Anna von Spanien (1606–1646)                 | Kurfürst Philipp Wilhelm von der Pfalz (1615–1690) ⚭ 1653 Elisabeth Amalie von Hessen-Darmstadt (1635–1709) | Georg Fürst von Calenberg (1582–1641) ⚭1617 Anna Eleonore von Hessen-Darmstadt (1601–1659)                        | Eduard von der Pfalz (1625–1663) ⚭ 1645 Anna Gonzaga (1616–1684)                                                  |
| Urgroßeltern                         | Kurfürst Ferdinand Maria von Bayern (1636–1679) ⚭ 1652 Henriette Adelheid von Savoyen (1636–1676)      | Kurfürst Ferdinand Maria von Bayern (1636–1679) ⚭ 1652 Henriette Adelheid von Savoyen (1636–1676)     | König Johann III. Sobieski von Polen (1629–1696) ⚭ 1665 Marie Casimire Louise de la Grange d’Arquien (1641–1716) | König Johann III. Sobieski von Polen (1629–1696) ⚭ 1665 Marie Casimire Louise de la Grange d’Arquien (1641–1716) | Kaiser Leopold I. (1640–1705) ⚭ 1676 Eleonore Magdalene von Pfalz-Neuburg (1655–1720)       | Kaiser Leopold I. (1640–1705) ⚭ 1676 Eleonore Magdalene von Pfalz-Neuburg (1655–1720)                       | Johann Friedrich Herzog von Braunschweig-Lüneburg (1625–1679) ⚭1668 Benedicta Henriette von der Pfalz (1652–1730) | Johann Friedrich Herzog von Braunschweig-Lüneburg (1625–1679) ⚭1668 Benedicta Henriette von der Pfalz (1652–1730) |
| Großeltern                           | Kurfürst Maximilian II. Emanuel von Bayern (1662–1726) ⚭ 1695 Therese Kunigunde von Polen (1676–1730)  | Kurfürst Maximilian II. Emanuel von Bayern (1662–1726) ⚭ 1695 Therese Kunigunde von Polen (1676–1730) | Kurfürst Maximilian II. Emanuel von Bayern (1662–1726) ⚭ 1695 Therese Kunigunde von Polen (1676–1730)            | Kurfürst Maximilian II. Emanuel von Bayern (1662–1726) ⚭ 1695 Therese Kunigunde von Polen (1676–1730)            | Kaiser Joseph I. (1678–1711) ⚭ 1699 Wilhelmine Amalie von Braunschweig-Lüneburg (1673–1742) | Kaiser Joseph I. (1678–1711) ⚭ 1699 Wilhelmine Amalie von Braunschweig-Lüneburg (1673–1742)                 | Kaiser Joseph I. (1678–1711) ⚭ 1699 Wilhelmine Amalie von Braunschweig-Lüneburg (1673–1742)                       | Kaiser Joseph I. (1678–1711) ⚭ 1699 Wilhelmine Amalie von Braunschweig-Lüneburg (1673–1742)                       |
| Eltern                               | Kaiser Karl VII. (1697–1745) ⚭ 1722 Maria Amalia von Österreich (1701–1756)                            | Kaiser Karl VII. (1697–1745) ⚭ 1722 Maria Amalia von Österreich (1701–1756)                           | Kaiser Karl VII. (1697–1745) ⚭ 1722 Maria Amalia von Österreich (1701–1756)                                      | Kaiser Karl VII. (1697–1745) ⚭ 1722 Maria Amalia von Österreich (1701–1756)                                      | Kaiser Karl VII. (1697–1745) ⚭ 1722 Maria Amalia von Österreich (1701–1756)                 | Kaiser Karl VII. (1697–1745) ⚭ 1722 Maria Amalia von Österreich (1701–1756)                                 | Kaiser Karl VII. (1697–1745) ⚭ 1722 Maria Amalia von Österreich (1701–1756)                                       | Kaiser Karl VII. (1697–1745) ⚭ 1722 Maria Amalia von Österreich (1701–1756)                                       |
| Maria Anna von Bayern                | | | | |                                                                                             | | | |